# 20289 Nettimi
A 20289 Nettimi (ideiglenes jelöléssel 1998 FQ64) a Naprendszer kisbolygóövében található aszteroida. A LINEAR projekt keretében fedezték fel 1998. március 20-án.